# Značení E-Z
 Značení E–Z je způsob označení absolutní stereochemie dvojných vazeb v organických sloučeninách. Jedná se o rozšíření značení cis–trans, které popisuje pouze relativní stereochemii u molekul se dvěma, třemi, nebo čtyřmi substituenty na dvojné vazbě. Označení E- a Z- se používají pouze tehdy, když na dvojné vazbě nejsou dva stejné substituenty.
Podle Cahnových–Ingoldových–Prelogových pravidel má každý substituent na dvojné vazbě přidělenou prioritu, následně se pro každý uhlík této vazby vezme substituent s vyšší prioritou a poté se bere v úvahu jejich vzájemná poloha. Pokud se tyto skupiny nachází na odlišných stranách dvojné vazby (trans), vazba se označí E (z německého entgegen, protější). Jestliže se tyto skupiny nachází na stejné straně (cis), vazba se označí Z (z německého zusammen, společně).
|              |  |              |
| (E)-But-2-en |  | (Z)-But-2-en |

Písmena E a Z se zapisují kurzívou a do závorek a od zbytku názvu sloučenin se oddělují spojovníkem. Zapisují se vždy jako velká písmena.

Alitretinoin

|                             |  |                             |
| (E)-1-brom-1,2-dichlorethen |  | (Z)-1-brom-1,2-dichlorethen |

U organických molekul s více dvojnými vazbami je často nutné určit konfiguraci E nebo Z pro každou z nich, například systematický název alitretinoinu zní kyselina (2E,4E,6Z,8E)-3,7-dimethyl-9-(2,6,6-trimethyl-1-cyklohexenyl)nona-2,4,6,8-tetraenová, protože alkenové vazby vycházející z poloh 2, 4, a 8, jsou E a vazba vycházející z uhlíku v poloze 6 je Z.

## Nedefinovaná stereochemie dvojné vazby

Stereochemie alkenů

Neurčitost konfigurace dvojné vazby lze vyjádřit symbolem E/Z-, při grafickém znázornění se používají pro neznámé nebo neurčité konfigurace dvojných vazeb nebo pro směsi stereoizomerů jednoduché vlnovky; případně (především v některých počítačových programech) překřížené dvojné vazby.